# Jorge Espericueta
Jorge Jonathan Espericueta Escamilla (* 9. August 1994 in Monterrey, Nuevo León) ist ein mexikanischer Fußballspieler, der vorwiegend im Mittelfeld agiert.

## Laufbahn
Espericueta begann seine Laufbahn im Nachwuchsbereich seines Heimatvereins UANL Tigres, bei dem er Anfang 2012 auch seinen ersten Profivertrag erhielt.
Im Juni und Juli 2011 gehörte Espericueta zu den wichtigsten Spielern der im eigenen Land ausgetragenen U-17-Fußball-Weltmeisterschaft 2011, bei der er mit dem „Silbernen Ball“ als zweitbester Spieler des Turniers ausgezeichnet wurde und gemeinsam mit den beiden anderen Preisträgern Julio Gómez (Goldener Ball) und Carlos Fierro (Bronzener Ball) zum zweiten Mal in der Geschichte der mexikanischen U-17-Nationalmannschaft den Weltmeistertitel gewann.
Das Jahr 2014 verbrachte Espericueta auf Leihbasis in der B-Mannschaft des spanischen Vereins FC Villarreal. Ende 2014 kehrte er zu den Tigres zurück, mit denen er in der Apertura 2015 die mexikanische Fußballmeisterschaft gewann. Seine aktive Mitwirkung an diesem Erfolg beschränkte sich allerdings auf einen 78-minütigen Einsatz beim 0:1 bei Monarcas Morelia am 1. August 2015. Auch in der Copa Libertadores 2015, in der die Tigres die Finalspiele gegen den argentinischen Rekordmeister River Plate erreichten (und mit 0:0 und 0:3 verloren), kam Espericueta kaum zum Einsatz, erzielte aber immerhin ein Tor beim 5:4-Sieg im letzten Gruppenspiel bei Juan Aurich.
Beim Meistertitel der Tigres in der Apertura 2016 kam Espericueta hingegen nicht für die erste Mannschaft zum Einsatz und gehörte daher nicht zum Kader der Meistermannschaft.

## Erfolge

### Verein
- Mexikanischer Meister: Apertura 2015

### Nationalmannschaft
- U-17-Weltmeister: 2011